# Kasperl in der Türkei
Kasperl in der Türkei ist eines der bekanntesten Puppenspiele von Franz von Pocci und wurde erstmals 1859 in dessen Sammelband Das lustige Komödienbüchlein veröffentlicht. Das Stück trägt den Untertitel Ein konstantinopolitanisches Lustspiel in zwei Aufzügen und handelt von Kasperls Befreiung der Sklavin Mimikatzi aus der Gewalt des Sultans Schurimuri.

## Inhalt
Da Kasperl sich unerlaubterweise im sultanischen Hofgarten aufhält, wird er von den Wachen ergriffen und zum Sultan Schurimuri geführt. Dieser hält ihn anfangs für einen englischen Spion, lässt sich jedoch durch seine geschickte Redekunst innerhalb kürzester Zeit in die Irre führen. Kasperl gibt sich als Professor à la botanique und Doktor der Blimiblamisophie aus und beeindruckt den Sultan damit zutiefst.
Im zweiten Akt trifft Kasperl auf Schurimuris Leibsklavin Mimikatzi und schmiedet mit ihr einen Plan zu ihrer Befreiung. Dies geschieht mit Hilfe der Schnakenvertilgungsmaschin’, die sich als Prügel herausstellt, mit dem Kasperl den Sultan totschlägt, unter dem Vorwand die Schnaken vertreiben zu wollen, 

## Sprache
Kasperl spricht eindeutig mit einem Münchner Dialekt, wodurch es zu den ersten Missverständnissen im Gespräch mit Schurimuri kommt. Diese werden durch Kasperl bewusst verstärkt, indem er die Aussagen des Sultans verballhornt und verdreht.
Schurimuri: Ha! Verstellung! Diplomatische Kniff!
Kasperl: Was? Ein zipflomatischer Pfiff?
Sobald man Kasperl für einen Gelehrten hält, verändert er schlagartig seine Sprache und verwendet ein affektiertes Hochdeutsch mit ausgedachten Fremdwörtern (Doktor der Blimiblamisophie) und übertriebener Aussprache.
Kasperl: Diese Pflanze oder Radi ist ein Worzelgewächs, welches sehr gut zum Bier schmeckt. Man schnoidet dasselbe in Schoiben, wölche man mit Salz zu genuißen pflegt.
Durch die zusätzliche Verwendung des Dialektes wird eine humoristische Wirkung erzielt. Die Fremdwortverdrehungen gehören zu Poccis beliebtesten und häufigsten Späßen. Auf diese Weise parodiert er die Menschen, die sich den Anschein einer höheren Bildung geben wollen, aber Fremdwörter häufig falsch verwenden oder unabsichtlich verdrehen.

## Merkmale des Puppentheaters
Das Stück weist einige typische Merkmale des Puppentheaters auf. Besonders das wiederkehrende Beiseitesprechen der Kasperlefigur ist charakteristisch und würde in jeder anderen Form des Theaters die Illusion brechen und nicht in das Konzept passen. Hier ist es dagegen üblich, dass das Publikum mit eingebunden wird.
An einigen Stellen bemerkt auch der Leser des Stückes eindeutig, dass die Charaktere im Theaterstück von Puppen gespielt werden. So beschreibt sich Mimikatzi als schwarz lakkiert und Kasperl behauptet, dass er seine rote Jacke und gelbe Hose bereits seit seiner Geburt trage. Poccis Kasperlefigur hat sich demnach weder verändert noch entwickelt.

## Ausgabe
- Pocci, Franz von: Kasperlkomödien. Hrsg. v. Karl Pörnbacher. Stuttgart: Reclam 1972.